# Nicola Amore
Pour les articles homonymes, voir Amore.
Nicola Amore (né le 18 avril 1828 à Roccamonfina et décédé le 10 octobre 1894 à Naples) est un avocat et homme politique italien. Il est sénateur du Royaume d'Italie lors de la XVe législature.

## Biographie

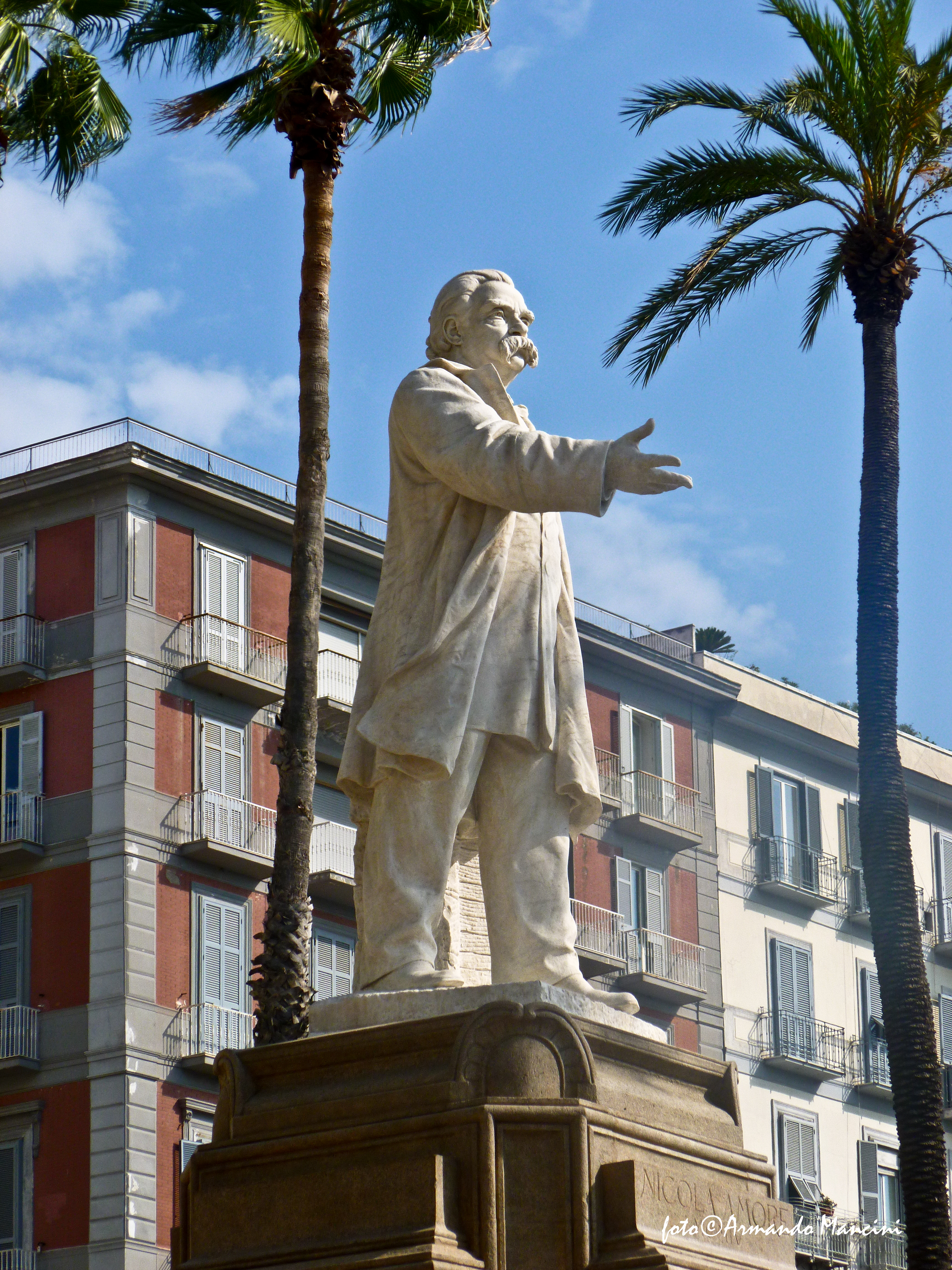
Statue de Nicola Amore sur la Piazza della Vittoria.

Issu d'une famille noble (comtes), après avoir obtenu un diplôme en chimie et en droit et être devenu un magistrat de premier plan, il entretenait des relations fréquentes avec les hommes politiques de son époque, notamment Massimo d'Azeglio et Ricasoli.
De 1862 à 1865, il est questeur de Naples, et entre 1866 et 1867, il est également directeur de la sécurité publique, c'est-à-dire chef de la police. Par la suite, entre 1883 et 1887, puis à nouveau entre 1888 et 1889, il devient maire de Naples.

## Décorations notables
- (Ordre civil de Savoie)[2]
- (Ordre de la Couronne d'Italie)
- (Ordre des Saints-Maurice-et-Lazare)